# 1940 en Colombie-Britannique
Chronologie de la Colombie-Britannique
- 1936
- 1937
- 1938
- 1939
- 1940
- 1941
- 1942
- 1943
- 1944

Cette page concerne des événements qui se sont produits durant l'année 1940 dans la province canadienne de Colombie-Britannique.

## Politique
- Premier ministre : Thomas Dufferin Pattullo.
- Chef de l'Opposition : Royal Lethington Maitland du Parti Conservateur
- Lieutenant-gouverneur : Eric Werge Hamber
- Législature :

## Naissances

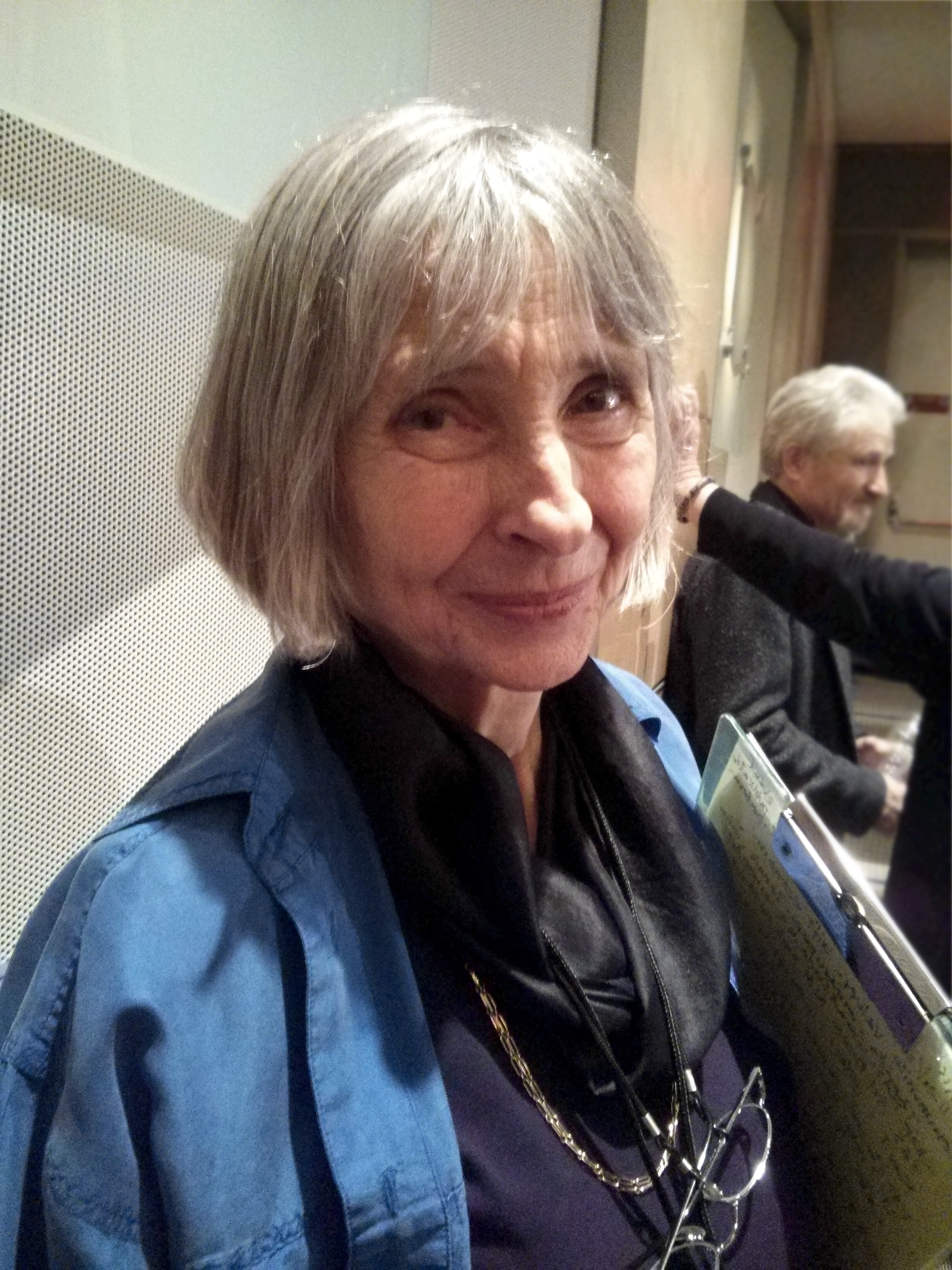
Anna Banana.jpg

- 24 février à Victoria : Anna Banana (née sous le nom d' Anne Lee Long'  ), artiste canadienne connue pour ses performances, ses écrits et son travail d'éditrice. Elle est la première artiste à utiliser le « timbre artistique », des œuvres créées dans un format de timbre-poste[1]. Depuis le début des années 1970, elle participe au mouvement de l'art postal[2]. En tant qu'éditrice, Anna Banana a lancé le magazine Vile (1974-1983) [3]et le bulletin Banana Rag[4] Artistamp News et Encyclopedia Bananica[3] .

- 26 novembre à Victoria : Colleen Klein, femme du 12e premier ministre de l'Alberta, Ralph Klein.